# 개운중학교 (경남)
개운중학교(開雲中學校)는 대한민국 경상남도 양산시 삼호동에 있는 사립 중학교이다.

## 학교 연혁
- 1953년 1월 5일 : 학교법인 웅상학원 설립 인가
- 1953년 11월 24일 : 개운중학교 개교(6학급)
- 1976년 8월 16일 : 정관 변경(웅상학원을 효암학원으로)
- 2010년 2월 28일 : 27학급 인가
- 2019년 4월 15일 : 제5대 채윤하 이사장 취임
- 2019년 9월 1일 : 제25대 송영태 교장 취임
- 2022년 12월 30일 : 제70회 졸업식 거행(졸업생 278명, 누계 16,024명)
- 2023년 3월 2일 : 2023학년도 신입생 258명 입학

## 참고 자료
- 개운중학교 - 한국교육학술정보원 학교알리미